# Lidocaïne
La lidocaïne (DCI) est un anesthésique local et un anti-arythmique de la famille des amino-amides commercialisé sous les noms de Xylocaïne, Versatis 5 %, Xylonor.

## Propriétés et étymologie
Molécule ancienne (développée par Nils Löfgren en 1943 et commercialisée dès 1948), la lidocaïne est le chef de file des anesthésiques locaux de type amino-amide. Elle agit en inhibant la conduction nerveuse via le blocage du canal sodique, ce qui explique à la fois ses effets recherchés (anesthésie) et ses effets secondaires potentiels en cas de passage intravasculaire accidentel (toxicité neurologique et cardiaque).
Parce qu'elle rendait les membres insensibles comme du bois, elle a été historiquement appelée lignocaïne (du latin lignum, « bois »), puis commercialisée sous le nom de Xylocaïne (du grec ancien ξύλον / xylôn, « bois »), appellation devenue courante par antonomase. Le préfixe lido- a finalement été retenu du fait de la proximité chimique du médicament avec l'acétanilide, un ancien antalgique et antipyrétique.

## Indications

### Anesthésie
Disponible sous plusieurs formes — solution injectable, spray, gel, etc. —, la lidocaïne reste l'anesthésique local le plus utilisé dans le monde. Ses indications d'élection sont les actes de petite chirurgie — sutures, ablation de petites tumeurs cutanées, etc. —, le sondage vésical ou encore l'anesthésie locale de la glotte avant une exploration des voies aériennes. En chirurgie dentaire cette molécule n'est plus utilisée sauf pour les anesthésies de contact (tamponnement, badigeonnage sur la muqueuse). Associée à la prilocaïne, la lidocaïne entre dans la composition de la crème et des patches EMLA qui permettent la réalisation d'une anesthésie de surface pour certains actes douloureux (ponctions veineuses surtout, perfusions récurrentes…), en particulier chez l'enfant. Elle est parfois associée à l'adrénaline pour limiter le saignement local et pour augmenter sa durée d'action. Associée à des antiseptiques enfin, elle entre dans la composition de pastilles contre les maux de gorge et les petites plaies de la bouche : aphtes, etc.
Un essai contrôlé randomisé prospectif a révélé que la perfusion periopératoire de lidocaïne réduisait l'incidence de 30 % à 10 % la douleur postopératoire chronique chez les patientes subissant une chirurgie du cancer du sein.

### Cardiologie
Par voie intraveineuse, la lidocaïne a été employée en cardiologie et en réanimation comme anti-arythmique d'urgence (elle est le chef de file des anti-arythmiques de la famille Ib dans la classification de Vaughan-Williams) dans la prévention de survenue de fibrillation ventriculaire, en particulier lors d'un infarctus du myocarde à la phase initiale. Son utilisation était presque systématique dans ces cas au début des années 1990, mais est tombée en désuétude à partir de la fin de cette décennie, probablement du fait de l’avènement des bêta-bloquants et des stratégies de reperfusion des artères coronaires.

## Divers
La lidocaïne fait partie de la liste modèle des médicaments essentiels de l'Organisation mondiale de la santé (liste mise à jour en avril 2013).